# 青春法學園
《青春法學園》是公共電視台於2012年12月2日起於每周日上午十時播出的中華民國法律知識問答節目，友松娛樂製作，共計26集，播至2013年6月30日為止。

## 概要
節目邀請謝震武擔任主持人、謝震武與王如玄擔任法律顧問，並邀請臺灣境內三所不同國中的學生組隊，每隊隊伍包括十一位學生與一位教師。每集節目也同時邀請三位知名人物（包括藝人）等進行生活法律知識問答。一集節目會先以一個主題為主，然後再安排三段不同的影片情節，並進行問答。此時問答的過程，參賽者或藝人均可透過自身經驗與主持人詢問或分享，並由主持人親自回答相關問題。

## 是非大問答
〈是非大問答〉是節目中當中三題由前任《百萬小學堂》的部分陪考生擔任演員，所進行的短劇模擬。整體影片的過程，加上最後旁白的詢問，就是該題的問題。所有參賽者，以舉特製道具牌的方式，顯示「圈」（○符號，即電視螢光幕觀眾看到者為「○」者）表示「正確」或顯示「叉」（×符號，即電視螢光幕觀眾看到者為「×」者）表示「不正確」。而除藝人等知名人士外，參賽者在入場前，均有由製作單位發放之領巾綁在脖子上，若答對者則保留脖子上之領巾，反之答錯則必須自行取下，並在該階段被淘汰。
三題節目結束後，脖子上保有領巾最多者之隊伍可取得獎金，若同分但不包括零分者則均分獎金。獎金結構如下：
- 一隊：新臺幣10,000圓整。
- 二隊：均分新臺幣10,000圓整，平均每隊可得新臺幣5,000圓整。
- 三隊：平均每隊可得新臺幣3,500圓整，但前提是不可以有零分之情況。

## 短劇演員
短劇是設定在一個虛擬的班級「九年三班」（Class 903），其短劇有下列演員隨劇情需求而演出。
- 數學老師：李宗霖飾演，九年三班的班導師。
- 西瓜：廖書嫺飾演，班上的班長，聰明伶俐。
- 大力：陳力齊飾演，劇中被設定為音樂才子，擅長彈奏吉他。
- 威力：陳思瑋飾演，劇中被設定為鬼靈精怪的人。
- 河豚：林子程飾演，劇中被設定為獨行俠，擅長潛水等戶外活動。
- 容容：吳欣容飾演，劇中被設定為是個很能打抱不平的女孩。
- 葉子：李葉飾演，劇中被設定為不良少年，體型高大又壯碩。
- 小兔：宋思慧飾演，劇中被設定為浪漫千金小姐。
- 小明：孫明麒飾演，劇中被設定為葉子的小跟班，天真的傻小子。

其他演員，由幕後工作人員協助演出。

## 外部連結
- 公視青春法學園官方網站 （页面存档备份，存于）
- 青春法學園 - 公視+ （页面存档备份，存于）

| 公視主頻道 星期日10:00－11:00 | 公視主頻道 星期日10:00－11:00          | 公視主頻道 星期日10:00－11:00 |
| ----------------------------- | -------------------------------------- | ----------------------------- |
|                               | 青春法學園 （2012.12.2. - 2013.6.30.） |                               |
| （未知）                      | 《童話故事集》                         |                               |